# 17081 Jaytee
17081 Jaytee este un asteroid din centura principală de asteroizi.

## Descriere
17081 Jaytee este un asteroid din centura principală de asteroizi. A fost descoperit pe 8 mai 1999 în cadrul proiectului CSS. Asteroidul prezintă o orbită caracterizată de o semiaxă mare de 2,32 ua, o excentricitate de 0,21 și o înclinație de 6,4° în raport cu ecliptica.